# Wrota Trajana

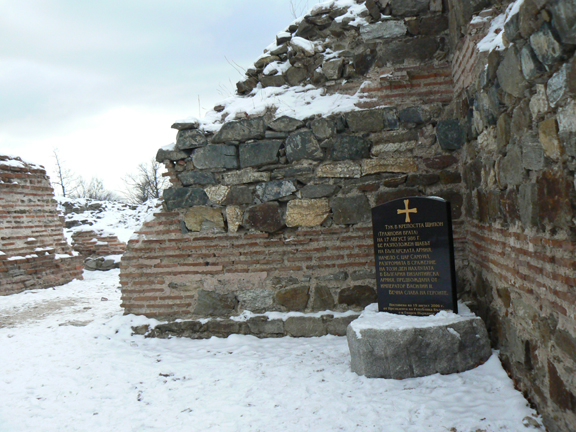
Wejście do twierdzy i tablica pamiątkowa, ustawiona 19 sierpnia 2006

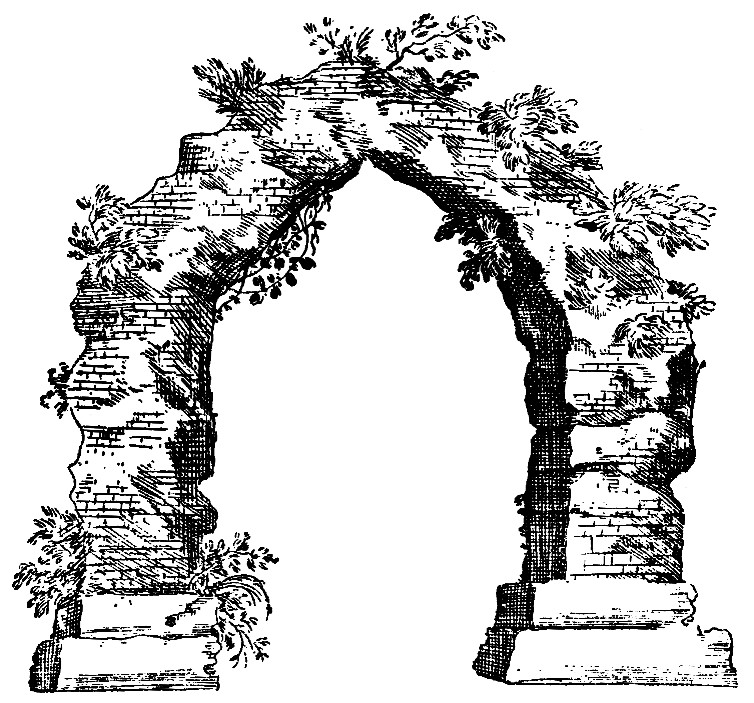
Ruiny Wrót Trajana na początku XVIII wieku

Wrota Trajana (bułg. Траянови врата - Trajanowi wrata) – przełęcz w Ichtimanskiej Srednej Gorze, łącząca Kotlinę Ichtimanską z Niziną Tracką, między miastem Ichtiman, gdzie znajduje się twierdza Wrota Trajana i miejscowością Wetren, gdzie jest przełęcz Pałankata. Znajduje się na starej rzymskiej drodze Via Militaris, wzdłuż której ciągnie się zapuszczony trakt, obecnie praktycznie nieużywany.

## Twierdza Wrota Trajana
Przełęcz nazywa się tak od imienia cesarza rzymskiego Trajana, z którym łączy się istniejąca tam twierdza. Sama twierdza została zbadana w 1975 podczas wykopalisk prowadzonych przez bułgarską badaczkę, Dimirinę Dżonową. Nie jest jasne, kiedy twierdza została wybudowana, pierwsze pisemne wzmianki o niej są z III wieku. Twierdza jest znana także jako Sztipon.
W starożytności przełęcz nosiła łacińską nazwę Succi (Sukki), a bezpośrednio koło niej zostało wybudowane umocnienie i stanica drogowa o nazwie Soneium. W IV wieku historyk Ammianus Marcellinus opisywał przełęcz w następujący sposób:

„Bardzo wysokie pasma górskie, Hemus i Rodopy, z których jedno wznosi się od samych brzegów Istru, a drugie od leżącego po naszej stronie brzegu rzeki Aksjus, ściśle łączą się ze sobą i przechodzą w wąwóz o pagórkowatych wzniesieniach. Rozdzielają one Iliryk i Tracji. Z jednej strony stykają się z terenami leżącymi wewnątrz Dacji i z Serdyką, z drugiej zwracają się ku Tracji i Filippopolis. Oba owe miasta są wielkie i sławne. I jakby sama natura przewidywała, że mieszkające wokół ludy dostaną się pod rzymskie panowanie, ciasno przy sobie wznoszące się góry zostały tak celowo uformowane, że utworzyły niegdyś mało widoczny przesmyk. Później, gdy państwo rzymskie zdobyło duży obszar i wielkie znaczenie, stał się on dostępny dla wozów. Lecz niekiedy, gdy dojście do przełęczy zostało zablokowane, można było odpierać ataki potężnych wodzów i ludów. Część gór zwrócona ku Ilirykowi wznosi się łagodniej, jest jakby niezabezpieczona, i stąd raz po raz ktoś ją przekracza. Strona zaś leżąca naprzeciw ma zbocza strome, jest tu i tam poprzecinana ścieżkami o skruszałym podłożu, po którym z trudem można się wspinać, nawet gdy nikt nie przeszkadza. U stóp tych wyniosłych masywów górskich, po jednej i drugiej stronie rozciągają się rozległe równiny pól uprawnych.”

W średniowieczu przełęcz nosiła nazwy „Carski prochod” (Царски проход - Przełęcz Carska, po grecku Βασιλική κλεισούρα - Wasiliki klisura) albo „Carski wrata” (Царски врата - Wrota Carskie, po grecku Βασιλική πύλη - Wasiliki pyli), a później też „Byłgarski prochod” (Български проход - Przełęcz Bułgarska, po grecku Βουλγαρική κλείσις - Wulgariki klisis). Przełęcz weszła do historii w 986, kiedy cesarz bizantyjski Bazyli II Bułgarobójca podjął wyprawę przeciwko Bułgarii w celu oderwania bułgarskich terytoriów. 17 sierpnia bułgarskie wojska z przyszłym carem Samuelem wyszły naprzeciw Bizantyjczykom koło Wrót Trajana i kompletnie ich rozbiły (Bitwa w wąwozie Brama Trajana)).
Nazwa "Wrota Trajana" została po raz pierwszy użyta przez historyka Antoniego Bonfiniego (1427-1502) w związku z wyprawą Władysława Warneńczyka, który przeszedł ze swoimi wojskami przez przełęcz w 1443. W okresie gdy ziemie te znajdowały się w granicach Imperium osmańskiego, przełęcz była znana też pod swoją turecką nazwą „Kapıcık dervent” (czyt. Kapydżyk derwent, z tur. kapı - brama, wrota i dervent - przełęcz), jak i „Markowa kapija” (Маркова капия - Markowe Wrota). Ogromny łuk rzymskiej bramy, wysokości około 18 metrów, był zachowany do XIX wieku.

## Twierdza Pałankata
Na północny zachód od miasta Wetren znajdują się ruiny twierdzy Pałankata. Została ona wybudowana u schyłku starożytności, a na jej miejscu znajdowała się rzymska stanica drogowa Pons Ucasi. Domniemywa się, że twierdza była siedzibą despoty Nowaka Grubego. Koło twierdzy Pałankata w XV w. Turcy założyli dla ochrony przełęczy małą osadę (miasteczko, bułg. „pałanka” - паланка), która istniała do XIX w.

## Tunel „Trajanowi wrata“

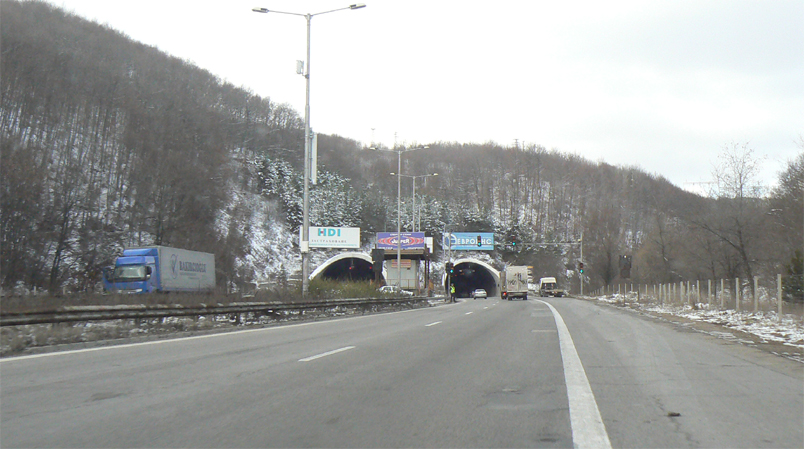
Tunel „Trajanowi wrata“ po drodze do Sofii

Przez sąsiadujące z przełęczą wzgórze przekopano tunel „Trajanowi wrata” (Wrota Trajana), część autostrady A1 „Tracja”. Tunel znajduje się w odległości około 55 kilometrów od Sofii, a najbliższym miastem jest Kostenec. Sposób osuszania, oświetlenia i sygnalizacji w tunelu odpowiadają normom europejskim. Oświetlenie ma trzy tryby – dzienny, nocny i awaryjny.